# Институт степи УрО РАН
Институт степи Уральского отделения Российской академии наук (сокр. ИС УрО РАН) — научно-исследовательский институт Уральского отделения Российской академии наук, организованный в 1996 году. Ведущий научный центр географического профиля в области изучения степей Северной Евразии. Расположен в Оренбурге.

## История
Институт степи организован 10 сентября 1996 года при Уральском отделении Российской академии наук, тем самым став первым академическим институтом в Оренбурге и первым географическим институтом на Урале. Директором-организатором института стал крупный ученый, географ-степевед, профессор, позже член-корреспондент (с 1997) и академик РАН (с 2016) А. А. Чибилёв. Основная цель нового института состояла в организации, проведении и координации комплексных географических исследований степных ландшафтов и степных районов Северной Евразии, а также в разработке и развитии теоретических основы степеведения.
В 1999 году институтом организован научный журнал «Вопросы степеведения».
С 2004 года в составе Института функционирует научный стационар «Бузулукский бор», располагающийся в поселке Партизанский Бузулукского района Оренбургской области на территории национально парка «Бузулукский бор».
В институте функционирует гербарная коллекция (Index Herbarium Orbis).
В Институте степи УрО РАН сформировалась Оренбургская ландшафтно-экологическая степеведческая научная школа, которая внесла существенный вклад в разработку теоретических основ степеведения и принципов сохранения и восстановления природного и историко-культурного наследия степей Северной Евразии. Институт, являясь единственным в системе Российской академии наук научным центром в области степеведения и степного природопользования, признан на международном уровне как международным центром изучения степей. Международный уровень - это признание Института как международного центра изучения степей.

## Основные научные направления
Основные научные направления исследований института:
- Разработка научных основ степеведения, оптимизации степного природопользования и землеустройства;
- Разработка стратегии сохранения ландшафтного и биологического разнообразия, объектов природного и историко-культурного наследия регионов степной зоны и Южного Урала;
- Изучение морфологии, структуры и динамики ландшафтов на основе геоинформационных технологий для целей мониторинга и прогнозирования.

## Экспедиционная деятельность
Экспедиционная деятельность Института охватывает территорию степной, лесостепной и полупустынной зон России и Казахстана на пространстве от Нижнего Дона до Алтая.

## Структура

### Научные подразделения
- Отдел степеведения и природопользования
- Отдел ландшафтной экологии
- Отдел социально-экономической географии
- Филиалы-стационары "Оренбургская Тарпания" и "Бузулукский Бор"

### Директора института
- 1-й директор (1996—2017) — А. А. Чибилёв, академик РАН (с 2018 — научный руководитель Института)
- 2-й директор (2017—2019, как врио) — А. Г. Рябуха, кандидат географических наук
- 3-й директор (с 2020) — А. А. Чибилёв, кандидат экономических наук

### Ученые института
В институте работают крупные ученые-географы:
- С. В. Левыкин, доктор географических наук, профессор РАН
- В. П. Петрищев,  доктор географических наук
- Е. З. Савин, доктор сельскохозяйственных наук
- А. В. Шакиров, доктор географических наук

К настоящему времени в институте работает около 60 человек, в том числе 1 академик РАН, 5 докторов наук и 25 кандидатов наук.